# Manduca wellingi
Manduca wellingi är en fjärilsart som beskrevs av Vernon Antoine Brou. Manduca wellingi ingår i släktet Manduca och familjen svärmare. Inga underarter finns listade i Catalogue of Life.